# Pop metal
 (décembre 2014).
Le contenu est difficilement compréhensible vu les erreurs de traduction, qui sont peut-être dues à l'utilisation d'un logiciel de traduction automatique.
Genres associés
Glam metal
Le pop metal,, est un sous-genre de metal. À la fois "mélodique" et "commercial", il trouve ses inspirations dans le heavy-metal, le hard-rock d'une part et la pop et le Hard FM d'autre part. Le pop metal est généralement lié au mouvement glam metal. Certains considèrent que les deux expressions sont synonymes, qu'elles désignent le même courant ,.
Le courant a pris racine dans la seconde moitié des années 1980, alors qu'un grand nombre de groupes américains déjà célèbres adoucissaient leur son afin d'amplifier leur succès commercial. Le développement du genre tient aussi beaucoup au parrainage et au soutien d'un nombre croissant de chaînes de télévision comme MTV ou de stations de radio pendant cette période.

## Histoire

### Origines
Au début de la scène heavy metal, au cours de la première moitié des années 1970, les groupes américains se montrent plus accessible que leurs homologues britanniques. Le pop metal trouve ainsi principalement ses origines aux États-Unis dans le milieu des années 1970, lorsque certains groupes commencent à mélanger le hard rock aux sons plus ouverts et plus mélodiques de la musique pop. Parmi les formations musicales de cette période associés à ce courant, on trouve des groupes tels que Kiss, Starz, Angel, Van Halen, Cheap Trick et le groupe britannique Sweet, qui sont présentés comme les précurseurs du genre. Cependant, d'autres groupes de hard rock des années 1970 comme Aerosmith, Alice Cooper et AC/DC ont une influence indéniable sur la pop metal. Le groupe Kiss a également largement marqué les premiers pas de la culture Pop metal. La musique de Kiss est simple et convaincante avec, parfois, une forme de théâtralité. Puis a suivi Van Halen, qui, avec leur "rock fêtard" et leur guitariste virtuose qui a servi de bases solides pour de nombreux groupes de pop métal qui ont suivi. D'autres groupes se sont inspirés du hard rock old school américain. Les premiers interprètes de la musique soft rock des années 1970, comme Foreigner, Boston et Journey, ont également marqué leur influence en introduisant des éléments mélodiques et inspiré du soft rock des années 1980.

### Années 1980

#### Première vague

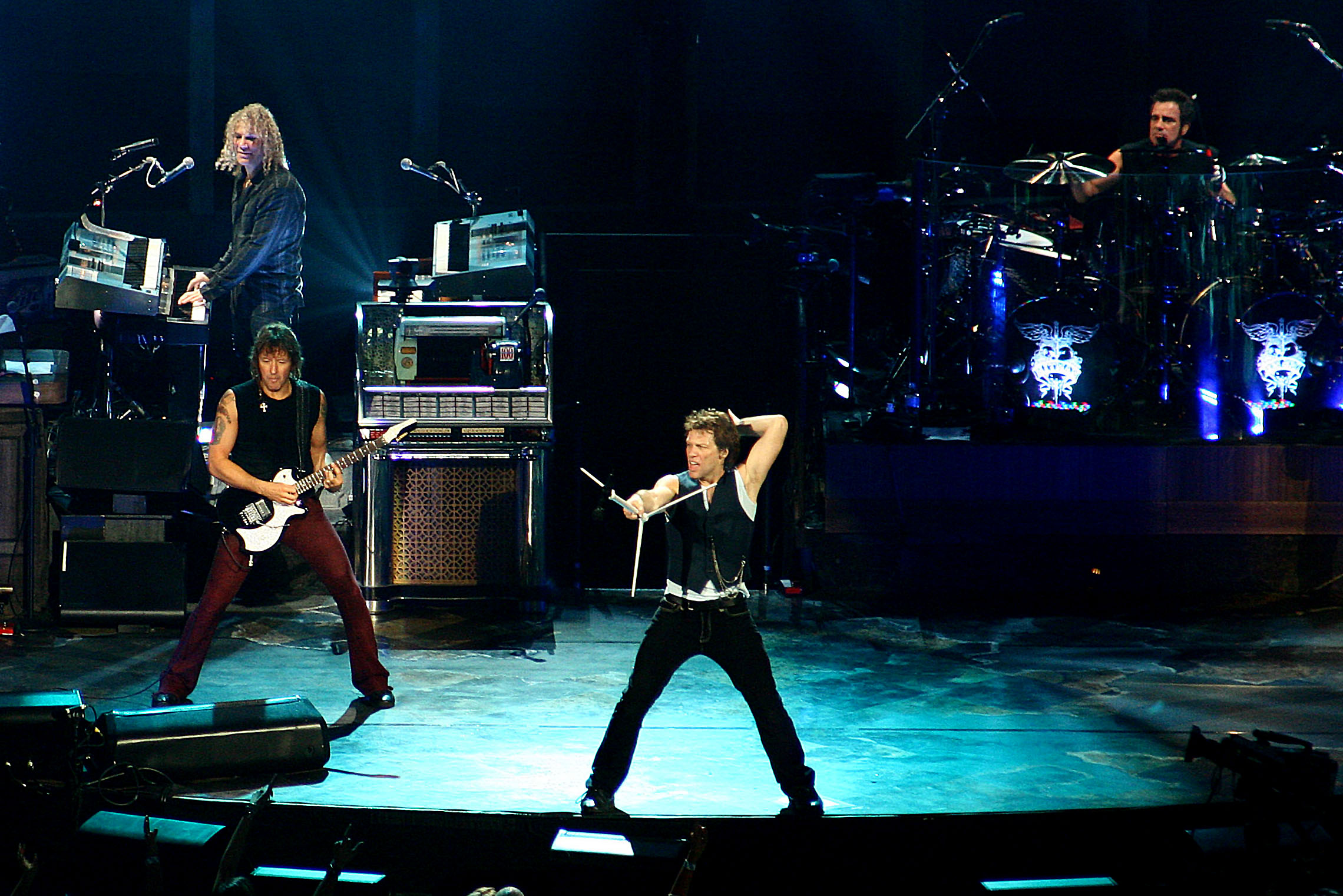
Bon Jovi, l'un des groupes les plus représentatifs du pop metal, ici en concert en 2007.

Dans les années 1980, la chaîne de télévision MTV contribue grandement à la hausse de la popularité du metal ; selon le magazine Billboard, c'était la chaîne musicale qui fait découvrir le genre en 1984. Le marché qui lui est attribué est passé de 8 % en 1983, et à 20 % en 1984,. Cette décennie, il représente la période au cours de laquelle le heavy metal commence à monter en popularité et qui commence à s'imposer comme un genre Courant dominant. Le pop-metal deviendra alors le nom de la forme la plus populaire du heavy metal des années 1980, mais à l'époque ce terme n'était pas très répandu, et les critiques, tels que MTV et d'autres médias, sont généralement limitées à le définir comme étant du heavy metal traditionnel. En fait, certains magazines comme le Billboard commencent à utiliser ce terme vers le milieu de la décennie,.
Le genre généralement considéré comme le successeur direct de la soi-disant arena rock, un parent du hard rock actuel et du heavy metal, ayant émergé au milieu des années 1970, caractérisé par l'introduction d'éléments faciles à tenir (rythmes et refrain accrocheur et production simple et de qualité, power ballads, etc.), ayant marqué l'approche de ces genres à la scène commerciale. Cependant, contrairement à l'arena rock, des groupes de pop metal adoptent un look plus distinctif et plus caractéristique, ceci en raison de l'exposition constante des médias, surtout sur la chaîne musicale MTV.
S'inspirant de groupes déjà mentionnés, d'autres soulignent que les structures actuelles typiques du heavy metal en les enrichissant avec une atmosphère pop. Dans les années 1980, le genre commence à utiliser, dans certains cas, des éléments inspirés de la new wave, en particulier l'utilisation de synthétiseurs et batteries électroniques, ceux-ci très populaires dans les années 1980 dans la musique en général. Le sous-genre pop metal est considéré comme le plus anodin, moins « metallique », plus mélodique et moins bruyant, où l'intention est de proposer des structures potentielles accrocheuses et commerciales. Il est clairement différent d'autres musiques plus underground (dont certaines se sont développées par la suite) comme le thrash, le death ou le black metal, pour ses caractéristiques liées à la pop (mélodies, chœurs, voix en importance dans le mix, styles vocaux dans lequel les textes pourraient être compris, power ballads, etc.).
Le sud de la Californie devient l'épicentre de la musique heavy metal dans les années 1980, et de nombreux groupes provenant d'autres régions des États-Unis ou à l'étranger emménagent à cet endroit, espérant aonso obtenir un contrat dans une maison de disque majeur. La plupart de ces groupes, dont un grand nombre sont du pop metal, se concentrent autour de Los Angeles, et certains d'entre eux adoptent une robe[Quoi ?] inspirée par le glam rock, phénomène essentiellement britannique en vogue dans les années 1970. Ils sont qualifiés comme étant du glam metal, avec le mélange du son heavy metal avec la pop, une attitude, et une tenue inspirée par ce mouvement. Des groupes qui représentent le mieux le glam metal, en le mélangeant avec une attitude typiquement shock rock inspirée par des artistes des années 1970 comme Kiss et Alice Cooper, sont sans aucun doute Twisted Sister et Mötley Crüe. Dans tous les cas, le pop metal est fortement représenté sur une grande partie de la scène heavy metal américain des années 1980, ou du moins sa forme la plus populaire. La première vague de pop metal, conduit par des groupes comme Mötley Crüe, Quiet Riot, Dokken, Ratt et Twisted Sister, n'a pas que des références spéciales au « vraie » pop, à l'exception de l'album Pyromania de Def Leppard (1983), probablement le tout premier album de heavy metal mélodique. La présence d'éléments contextuels varient d'un groupe à l'autre, et c'est précisément Def Leppard qui démarre la commercialisation du heavy metal avec l'album en 1983
Toutefois, l'un des premiers groupes à obtenir le plus grand succès commercial de la première période est Quiet Riot, qui, après la mort de Randy Rhoads dans un accident d'avion, débute en 1983 avec un nouveau line-up, et sort Metal Health. Il s'agit du premier album de metal de l'histoire à atteindre la première position dans les classements musicaux américains,, présentant le titre Cum On Feel the Noize. Metal Health se vend à plus de cinq millions d'exemplaires, un exploit pour un groupe de heavy metal,. Beaucoup d'autres groupes de heavy metal, durant les années 1980 à comprimée l'œil[Quoi ?] à s'adapter à ce style pop. Un exemple peut être représenté par Van Halen, qui, en plus d'être les précurseurs du genre, deviennent représentants de cette tendance surtout depuis l'album 1984, sorti en 1984, contenant le titre Jump.

#### Deuxième vague

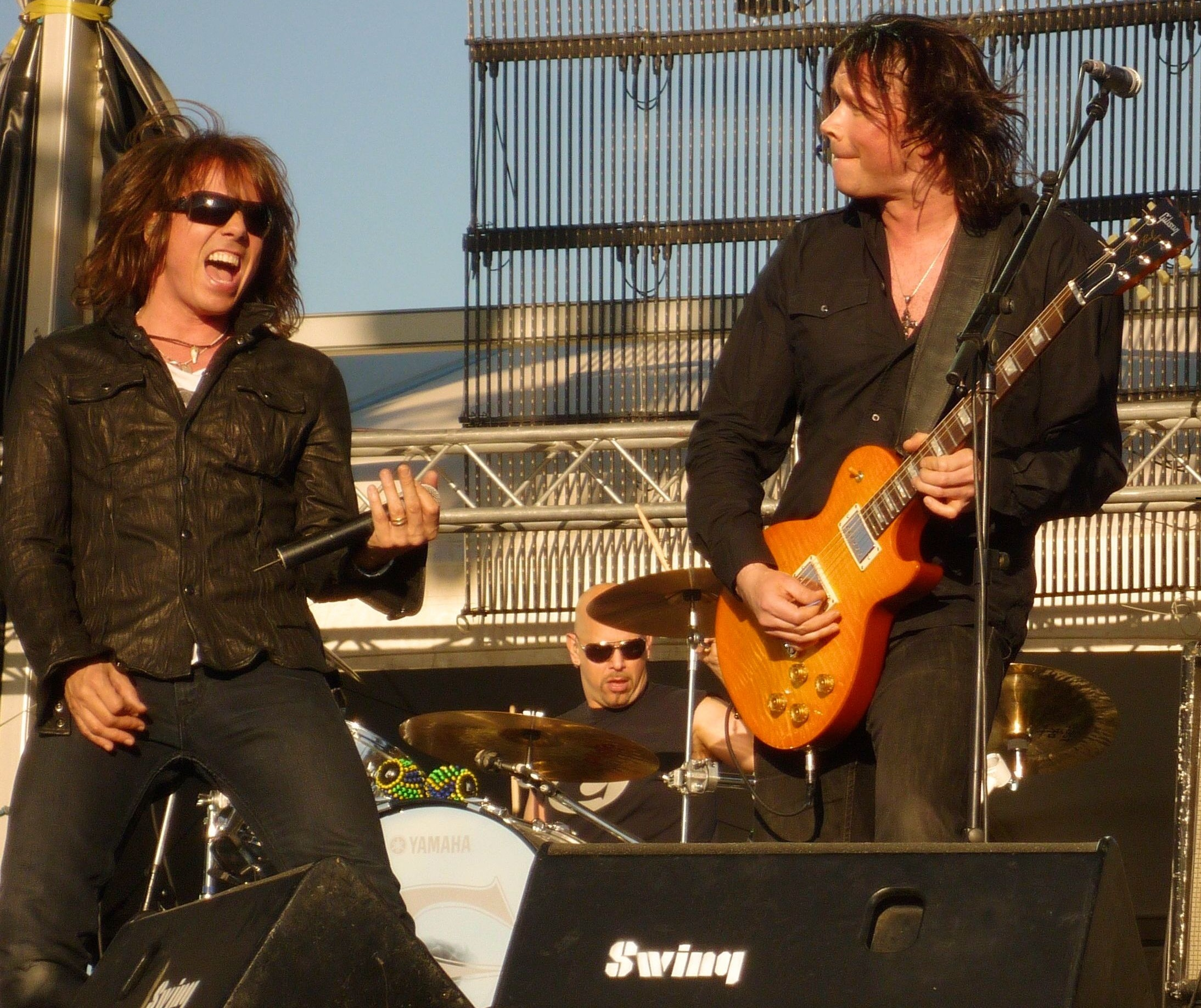
Europe est souvent considéré comme étant un groupe de pop metal.

Au milieu des années 1980, des groupes de heavy metal se popularisent et gagnent en succès. Parmi eux figurent également les représentants importants du heavy metal traditionnel (plusieurs étant de la New wave of British heavy metal) Judas Priest, Raven, Saxon, Tygers of Pan Tang, Demon, Ozzy Osbourne, Accept, Savatage, Queensrÿche, Fifth Angel, Vicious Rumors, Loudness, M.S.G., Yngwie Malmsteen, Krokus, Fastway, Celtic Frost, et d'autres groupes actifs de hard rock depuis les années 1970 comme Aerosmith, Alice Cooper, Kiss, Scorpions,, Legs Diamond, Ted Nugent, Gary Moore, Whitesnake. Le genre, atteint son apogée au milieu de la décennie, aboutissant à l'émergence du hair metal, lors de la seconde moitié de la décennie.
En décembre 1986, MTV diffuse considérablement de la musique heavy metal en lançant un programme spécial composé de clips vidéo intitulé Headbangers Ball. L'accueil est incroyable, et Headbangers Ball devient le programme le plus populaire de MTV, avec 1,3 million de téléspectateurs par semaine. Une fois le genre popularisé, son influence s'accroit de façon spectaculaire. En juin 1987, la première place du magazine Billboard est occupée par U2, mais les cinq places suivantes le sont par des groupes de heavy metal (particulièrement pop metal) : Whitesnake, Bon Jovi, Mötley Crüe, et Ozzy Osbourne. La popularité du heavy metal continue de s'accroitre au cours de la décennie. Le magazine Billboard reconnait cette tendance dans l'économie de la musique populaire comme un changement de la sous-culture metal américain : le genre avait élargi son auditoire. Il ne s'agit plus seulement d'une musique pour enfants, mais également pour jeunes collégiens, préadolescents, et même un public féminin.
Des groupes populaires comme Mötley Crüe et Ratt aident à définir le style pop metal durant la première vague. Suivant les traces de Def Leppard, Bon Jovi publie Slippery When Wet en 1986, devient la référence dure en matière de sexe. L'album intronise le groupe du New Jersey comme phénomène à la fin des années 1980, et marque un tournant important pour le public du heavy metal ; ce groupe crée l'intensité et la lourdeur du metal accompagnée du romantisme de la pop et l'« authenticité » du rock, qui aident à répandre le genre vers un nouveau public, où le regard photogénique et les coiffures deviennent aussi importants que la musique elle-même, pour atteindre un niveau élevé de ventes et dans les charts. Le hair metal représente une tendance montante, une distribution de masse, et la dégénérescence du pop metal. Il s'agit d'une période au cours de laquelle ils adoptent des clichés de formules courantes, dont le plus important était les vêtements et les coiffures caractéristiques, mais aussi la production de meilleure qualité, et l'accent mis sur les power ballads. Cependant, le hair metal, contrairement au pop metal ou glam metal, est pas un terme reconnu.
L'année suivante, Hysteria de Def Leppard regardait les nouvelles normes, qui a eu la production de racines plus doux et d'énormes ventes, confirmant la propagation de la masse des hair/pop metal. Durant cette période, avec la popularité croissante de la musique heavy metal, le nombre de ces groupes ont commencé à se multiplié. D'autres groupes importants de cette école qui ont obtenu un succès commercial important sont White Lion, Winger, Skid Row, Cinderella, Poison, Warrant et Europe. Dans les années 1980, les groupes de pop metal a commencé à s'appuyer fortement sur les power ballads. Pas tout groupe de pop metal après ils se sont adaptés parfaitement à la formule de hair metal, des groupes comme Guns N' Roses, Tesla et Skid Row avait souvent des sons plus mordant, tandis que des groupes comme Extreme s'est avéré être imprévisible et éclectique.

### Années 1990

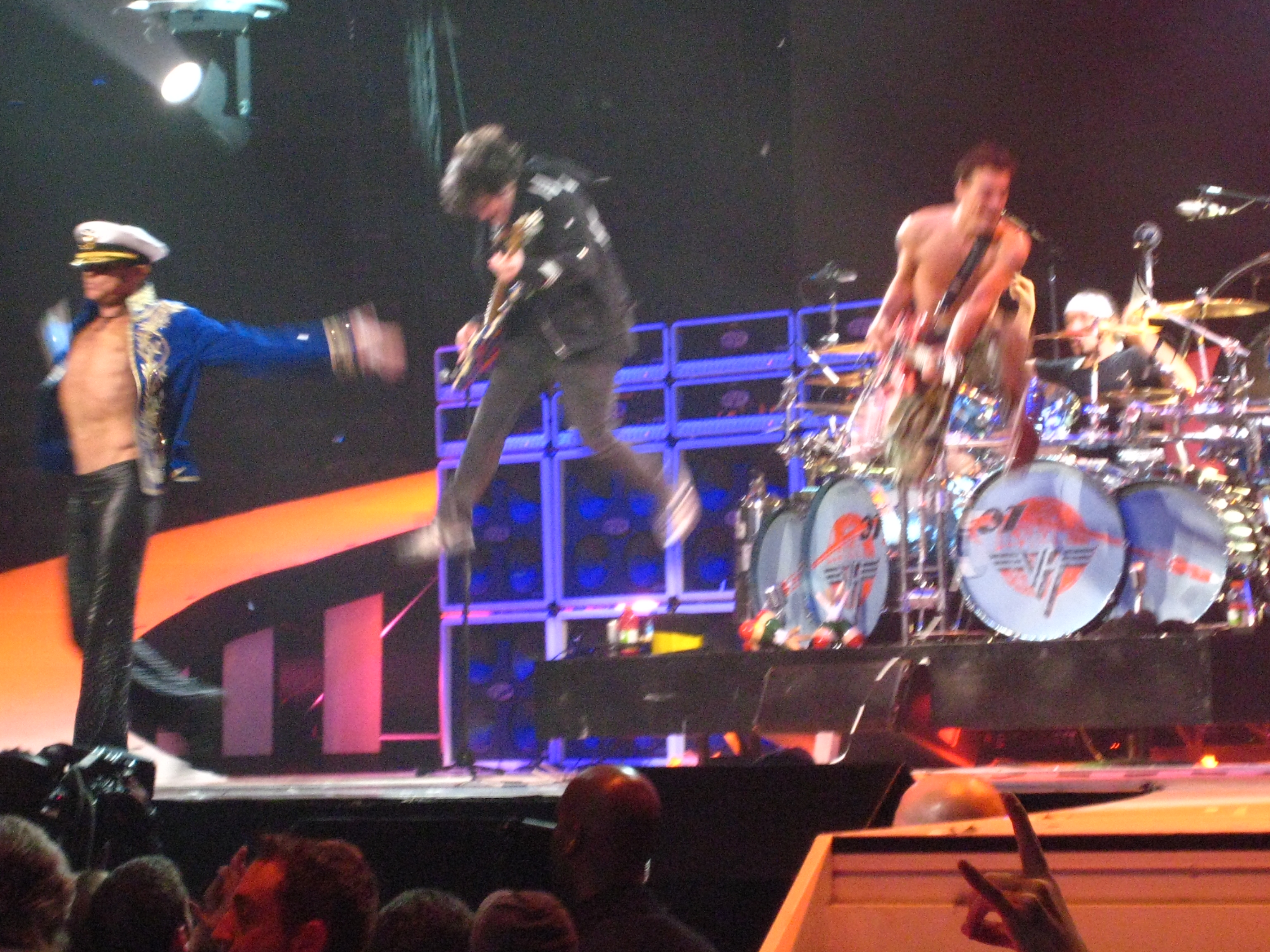
Van Halen est considéré comme un groupe précurseur mais aussi leader du pop metal.

Le pop metal/hair metal diminue en popularité au début des années 1990, autour de 1991, en raison de l'émergence du phénomène musical grunge,,. Un article dans le magazine Q disait même que "le plus grand succès de Kurt Cobain était d'avoir détruit le hair metal". Ironiquement, de nombreux groupes grunge ou de rock alternatif, qui avait fait leurs chemins en professant des attitudes anti-conformistes, se sont retrouvés en conflit avec leurs idéaux lors de la signature de contrats avec de grands labels. En revanche, les groupes de metal les plus pop, désormais considérés comme « démodés et boudés par la critique et les fans de musique, se sont trouvés contraints de signer avec de petits labels indépendants tout au long de la décennie, sans succès.
Le phénomène grunge a de fait, provoqué la dissolution et le déclin d'un grand nombre de groupes, comme Mötley Crüe, L.A. Guns, Extreme, Warrant, Lita Ford, Vixen, Danger Danger, BulletBoys, Wildside et bien d'autres, paradoxalement, a décidé de se diriger avec précision sur le son grunge similaires et/ou rock alternatif, en général pour ne pas sombrer et éviter d'être largué par leurs labels, ou de maintenir un nombre élevé de copies vendues malgré l'abandon les majors, mais se traduit souvent par un échec. D'autres groupes ont immédiatement annoncé par la dissolution, y compris Vain, Faster Pussycat, Vixen, Pretty Boy Floyd, Bad English, Black 'n Blue, Britny Fox, Giant, Hurricane, Lizzy Borden, London, White Lion, Stryper et Nitro.

## Artistes importants
Les références ci-jointes attestent de la notabilité réelle de ces groupes au sein de la scène pop metal.
| - Quiet Riot - Van Halen - Bon Jovi - Whitesnake - Def Leppard - Europe - Dokken - Lita Ford - Guns N' Roses - Winger - Kiss - Warrant - Doro - The Darkness |